# 송예진
송예진은 대한민국의 배우이다.

## 학력
- 국민대학교 연극영화과

- 국민대학교 영어전문학과

## 드라마
- 2023년 웹 드라마 《회사가 이렇다구?》
- 2024년 MBC 저녁 일일연속극 《용감무쌍 용수정》 ... 정지우 역